# Новобобовичская волость
Новобобо́вичская (Старобобо́вичская) волость — административно-территориальная единица в составе Новозыбковского уезда.
Административный центр — село Новые Бобовичи (в XX веке — Старые Бобовичи).

## История
Волость образована в ходе реформы 1861 года.
В XX веке волостной центр был перенесён в село Старые Бобовичи; соответственно изменилось и наименование волости.
В ходе укрупнения волостей, в 1923 году Старобобовичская волость была расформирована, а её территория вошла в состав Новозыбковской волости. Ныне вся территория бывшей Старобобовичской волости входит в Новозыбковский район Брянской области.

## Административное деление
В 1919 году в состав Старобобовичской волости входили три сельсовета: Новобобовичский, Старобобовичский и Старовышковский.